# Торнад, Пьер
Пьер Торнад (фр. Pierre Tornade, настоящее имя Пьер Турнадр, фр. Pierre Tournadre, 21 января 1930 — 7 марта 2012) — французский актёр.

## Биография и карьера
Пьер Торнад родился в Бор-лез-Орг во французском департаменте Коррез. Он начал свою театральную карьеру в возрасте 25 лет в спектакле «Elle est folle, Carole» в Театр Пале-Рояль в Париже. В 1956 году он играл в музыкальной комедии «Irma la douce», а затем дебютировал в кино в комедии «Бандиты», где он принял его сценический псевдоним — Торнад. В следующем году он сыграл роль в театральной пьесе «Перикла» до прихода в труппу «Les Branquignols», который также входили Жан Лефевр, Мишель Серро и Мишелин Дакс.
Затем он стал очень востребован на телевидении и снялся в нескольких комедиях, включая «Thierry la Fronde» (1963), «Le Chevalier d'Harmental» (1966), «Les Sept de l'escalier quinze B» (1967) и «Les Dossiers de l'agence O» (1968). Благодаря своему высокому и внушительного роста (1,88 м), он часто изображал полицейского или солдата. Его самыми известными ролями были жертвой отца в фильме «Дюпон Лажуа» (1975), капитан Дюмон в серии «Куда же делась седьмая рота?» (1973) и комиссар Флоримон Фару в детективном сериале «Нестор Бурма» (1991—98).
Как известный голос актера, он озвучил вождя галльской деревни Абраракурсикса (Жизнестатистикса) в анимационных фильмов «Астерикс из Галлии» (1967), «Астерикс и Клеопатра» (1968) и «Двенадцать подвигов Астерикса» (1976). Позже он озвучил Аверелл Далтон в анимационных фильмов «Lucky Luke» (1971) и «La Ballade des Dalton» (1978) и «Les Dalton en cavale» (1983). Он также озвучил Обеликса в четырех других анимационных фильмов Астерикса, которые были «Астерикс против Цезаря» (1985), «Астерикс в Британии» (1986), «Большой бой Астерикса» (1989) и «Астерикс завоёвывает Америку» (1994).

## Награды
Пьер Торнад был назван кавалером французского Ордена «За заслуги» в 1996 году.

## Смерть
Пьер Торнад умер 7 марта 2012 года в больнице в Рамбуйе после того, как несколько дней был в коме. Он случайно упал в подъезде своего места жительства в Ивелин.

## Фильмография

### Фильмы
| Год  | Название                                               | Роль                 | Режиссёр              |
| ---- | ------------------------------------------------------ | -------------------- | --------------------- |
| 1956 | «Бандиты»                                              | министр              | Карло Рим             |
| 1957 | «Совершенно некстати»                                  | дворецкий            | Морис Регамей         |
| 1959 | «Нина»                                                 | инспектор            | Жан Буайе             |
| 1963 | «Бебер-путешественник»                                 | полицейский          | Ив Робер              |
| 1963 | «Благородный Станислас, секретный агент»               | инспектор            | Жан-Шарль Дюдруме     |
| 1964 | «Вперед, Франция!»                                     | сторонник в автобусе | Робер Дери            |
| 1964 | «Гориллы»                                              | полицейский          | Жан Жиро              |
| 1965 | «Жандарм в Нью-Йорке»                                  | доктор               | Жан Жиро              |
| 1965 | «Болтуны»                                              | Тэс                  | Франсис Риго          |
| 1966 | «Фальшивые деньги»                                     | тюремный охранник    | Ив Робер              |
| 1966 | «Ресторан господина Септима»                           | дворецкий            | Жак Беснар            |
| 1966 | «Приключения в загородном доме»                        | адъютант             | Жан Жиро              |
| 1966 | «Древнейшая профессия в мире»                          | удаление мужчина     | Клод Отан-Лара        |
| 1966 | «Нежный проходимец»                                    | клиент в гараже      | Жан Беккер            |
| 1966 | «Три беспризорных ребенка»                             | агент по фракции     | Лео Жоаннон           |
| 1967 | «Ночь генералов»                                       | Ордерли              | Анатоль Литвак        |
| 1967 | «Маленький купальщик»                                  | Жан-Батист Кастанье  | Робер Дери            |
| 1967 | «Безумец из лаборатории 4»                             | инспектор            | Жак Беснар            |
| 1968 | «Татуированный»                                        | полицейский          | Денис де ла Пателльер |
| 1969 | «Супермозг»                                            | бельгийский солдат   | Жерар Ури             |
| 1969 | «Овернец и автобус»                                    | Гроссуиллер          | Ги Лефран             |
| 1970 | «Трое мужчин на лошади»                                | Жо Габардин          | Марсель Мусси         |
| 1971 | «Взрыв»                                                | Леопольд             | Марк Сименон          |
| 1971 | «Простофиля»                                           | фермер               | Жиль Гранжье          |
| 1973 | «Самая безумная причина»                               | первый велосипедист  | Франсуа Рейхенбах     |
| 1973 | «Я ничего не знаю, но всё скажу»                       | полицейский          | Пьер Ришар            |
| 1973 | «Куда же делась седьмая рота?»                         | Капитан Дюмон        | Робер Ламурё          |
| 1973 | «Антуан и Себастьян»                                   | Макс                 | Этьенн Перье          |
| 1973 | «La Rage au poing»                                     | Жо, владелец бара    | Эрик Ле Хунг          |
| 1974 | «Водительские права»                                   | член правления банка | Жан Жиро              |
| 1974 | «Заткнитесь, чайки!»                                   | капитан              | Робер Дери            |
| 1974 | «Невозможный французский шаг»                          | Альбер Ломбар        | Робер Ламурё          |
| 1975 | «Дюпон Лажуа»                                          | Колен                | Ив Буассе             |
| 1975 | «Операция Леди Марлен»                                 | Командир Муйно       | Робер Ламурё          |
| 1975 | «Седьмая рота нашлась»                                 | Капитан Дюмон        | Робер Ламурё          |
| 1975 | «Прощай, полицейский»                                  | Комиссар Пиньоль     | Пьер Гранье-Дефер     |
| 1975 | «Солдат Дюрок, находящийся в трудном положении»        | Сержант Лапуэнт      | Мишель Жерар          |
| 1976 | «Забудь меня, мандолина»                               | Жан-Поль Тардю       | Мишель Уин            |
| 1976 | «День славы»                                           | мэр                  | Жак Беснар            |
| 1977 | «Dis bonjour à la dame»                                | Робер Ферри          | Мишель Жерар          |
| 1977 | «Arrête ton char... bidasse !»                         | Капитан Маркус       | Мишель Жерар          |
| 1978 | «Генерал... мы здесь»                                  | Жюльен Берже         | Жак Беснар            |
| 1979 | «Чёрт возьми... мы пойдем здесь»                       | Артюр Бэссак         | Мишель Жерар          |
| 1980 | «Хозяйский глаз»                                       | парашютист           | Стефан Курц           |
| 1981 | «Le Chêne d'Allouville» / «Ils sont fous ces Normands» | мэр Анри Бренвилл    | Серж Пенар            |
| 1981 | «Знак Фуракс»                                          | агент Обелиска       | Марк Сименон          |
| 1983 | «Salut la puce»                                        | Альфред              | Ришар Бальдуччи       |
| 1984 | «Форт Саган»                                           | отец Шарля           | Ален Корно            |
| 1986 | «Диди – супердрайвер»                                  | Комиссар Бонтан      | Вигберт Викер         |
| 1986 | «Les Gauloises blondes»                                | Битурикс             | Жан Жабели            |
| 1988 | «Ваш раскаявшийся супруг»                              | Радецкий             | Серж Корбер           |

### Телесериалы
| Год     | Название                                 | Роль                   |
| ------- | ---------------------------------------- | ---------------------- |
| 1963    | «Thierry la Fronde»                      | несколько символов     |
| 1964–71 | «За последние пять минут»                | несколько символов     |
| 1965    | «Seule à Paris»                          | Поль                   |
| 1966    | «Le Chevalier d'Harmental»               | Рокфинетт              |
| 1966    | «Les Compagnons de Jéhu»                 | Антуан                 |
| 1966    | «Comment ne pas épouser un milliardaire» | Ширли                  |
| 1968    | «Les Dossiers de l'agence O»             | Жозеф Терренс          |
| 1968    | «L'Homme du Picardie»                    | Мальбоск               |
| 1971    | «Les Nouvelles Aventures de Vidocq»      | префект                |
| 1972    | «Pot-Bouille»                            | Кампардон              |
| 1974    | «L'Homme au contrat»                     | Фредо                  |
| 1977    | «Les Folies Offenbach»                   | Фиалин де Персинги     |
| 1981    | «Аркола, или Земля обетованная»          | Бенуа Куртад           |
| 1981    | «Histoire contemporaine»                 | Месье Компаньон        |
| 1982    | «Toutes griffes dehors»                  | Барбазан               |
| 1984    | «Алло, Беатрис!»                         | комиссар               |
| 1985    | «Le Canon paisible»                      | Морис                  |
| 1988    | «Прекрасная англичанка»                  | Рауль                  |
| 1991–98 | «Нестор Бурма»                           | Комиссар Флоримон Фару |

## Голосовые роли

### Дублирование
| Год     | Название                    | Голос                 | Режиссёр             |
| ------- | --------------------------- | --------------------- | -------------------- |
| 1972    | «Крёстный отец»             | Лука Брази            | Френсис Форд Коппола |
| 1973    | «Наездник с высоких равнин» | Шериф Дан Шоу         | Клинт Иствуд         |
| 1976–81 | «Маппет-шоу»                | Линк Хотроб / Статлер | Джим Хенсон          |

### Мультфильмы
| Год  | Название                        | Голос                                       |
| ---- | ------------------------------- | ------------------------------------------- |
| 1967 | «Астерикс из Галлии»            | Абраракурсикс / Каюс Бонус / торговец волов |
| 1968 | «Астерикс и Клеопатра»          | Абраракурсикс / Нумеробис                   |
| 1971 | «Lucky Luke»                    | Аверелл Далтон                              |
| 1973 | «Робин Гуд»                     | брат Тук, барсук                            |
| 1976 | «Двенадцать подвигов Астерикса» | Абраракурсикс                               |
| 1978 | «La Ballade des Dalton»         | Аверелл Далтон                              |
| 1983 | «Les Dalton en Cavale»          | Аверелл Далтон / пекарь / мясник            |
| 1985 | «Астерикс против Цезаря»        | Обеликс                                     |
| 1986 | «Астерикс в Британии»           | Обеликс                                     |
| 1989 | «Большой бой Астерикса»         | Обеликс                                     |
| 1994 | «Астерикс завоёвывает Америку»  | Обеликс                                     |

### Мультсериалы
| Год     | Название                      | Голос          |
| ------- | ----------------------------- | -------------- |
| 1983–84 | «Счастливчик Люк»             | Аверелл Далтон |
| 1989    | «Dondon Domeru to Ron»        | Доммель        |
| 1989    | «Jungle Book: Shounen Mowgli» | Балу           |
| 1991–92 | «Счастливчик Люк»             | Аверелл Далтон |

### Видеоигры
| Год  | Название                                     | Голос   |
| ---- | -------------------------------------------- | ------- |
| 2004 | «Asterix & Obelix XXL»                       | Обеликс |
| 2005 | «Asterix & Obelix XXL 2: Mission: Las Vegum» | Обеликс |